# Marcel Bigeard
Marcel Bigeard (født 14. februar 1916, død 18. juni 2010) var en fransk militærofficer under 2. verdenskrig.